# Avenida Mártires da Pátria (Dili)
Die Avenida Mártires da Pátria (deutsch Straße der Märtyrer des Vaterlandes) ist eine Hauptstraße im Verwaltungsamt Vera Cruz der osttimoresischen Landeshauptstadt Dili. Sie hat eine Länge von etwa 1,4 Kilometern.

## Name
Mit dem Straßennamen soll an die Opfer des Kampfes um die Unabhängigkeit Osttimors gegen die indonesische Besatzung (1975–1999) erinnern. Bis 2015 trug die heutige Avenida Dom Ricardo da Silva den Namen Rua Mártires da Pátria. Die heutige Avenida Mártires da Pátria hatte den Namen Estrada de Balide, die im Süden nun Avenida de Balide heißt. Benannt war die, beziehungsweise ist die Straße nach Dilis Stadtteil Balide, wo Avenida Mártires da Pátria und Avenida de Balide aufeinandertreffen. In der Kolonialzeit trug die Straße den Namen Av. Mouzinho de Albuquerque, nach dem portugiesischen Kolonialoffizier Joaquim Augusto Mouzinho de Albuquerque.

## Verlauf

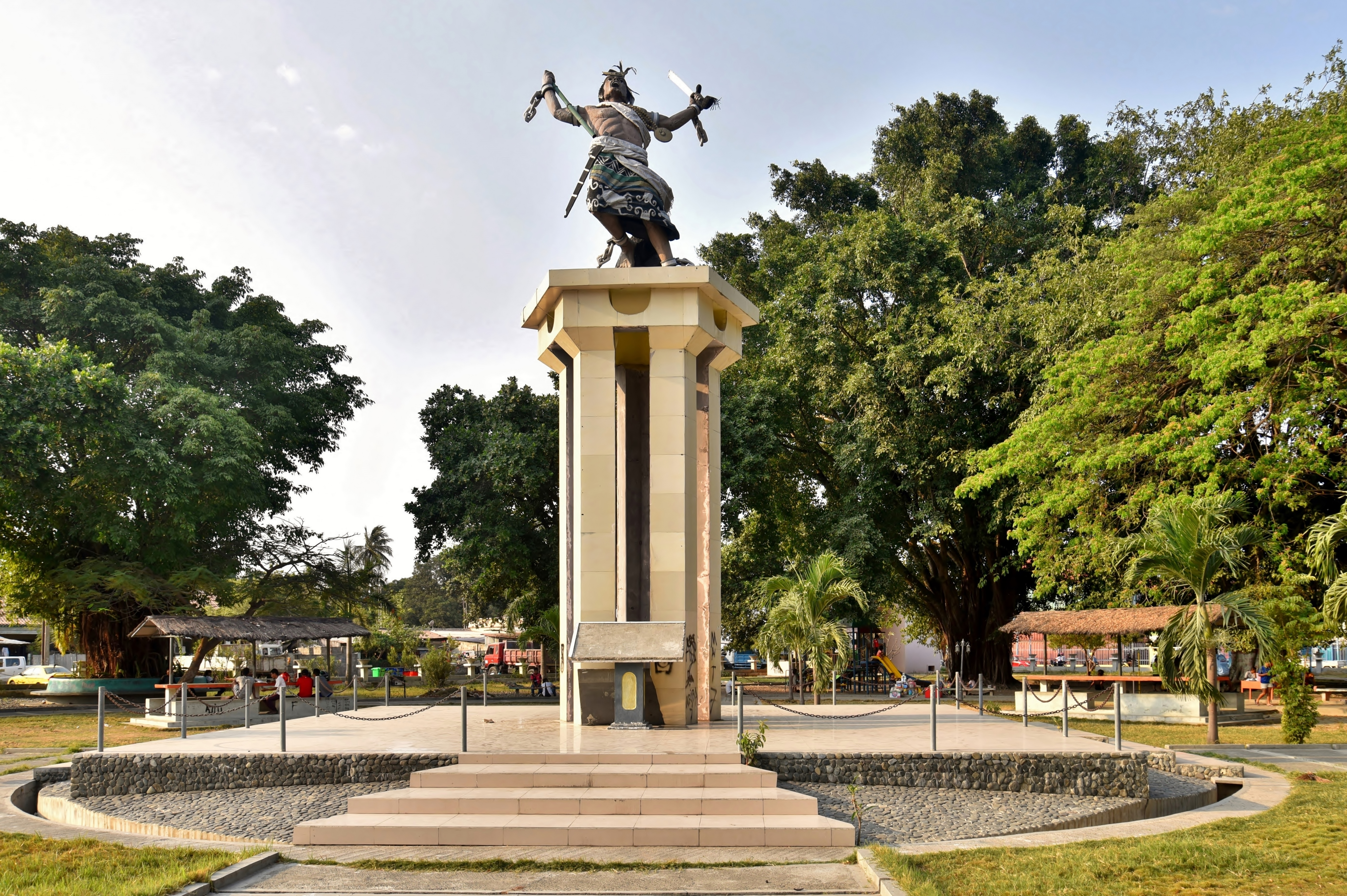
Integrationsdenkmal im Jardim 5 de Maio

Die Avenida Mártires da Pátria beginnt am Hafen Dilis im Suco Motael, im Stadtteil Farol. Sie zweigt von der Avenida de Motael nach Süden ab, westlich vorbei am Stadtpark Jardim 5 de Maio und an der alten Messe para Funcionários Solteiros, einem ehemaligen Wohnheim für ledige Kolonialbeamte. Nach überqueren der Avenida Nicolau Lobato durchquert sie den Suco Colmera. Nach Westen zweigt die Rua de Loriko zum Tais-Markt ab, dann werden die Rua de Colmera und die Rua da Jutiçia überquert. Nach der Avenida 20 de Maio liegt auf der Ostseite der Suco Caicoli und auf der Westseite der Suco Vila Verde. Nach Osten führt die Rua de Caicoli weg und schräg nach Nordwesten die Rua da Catedral. Auf der Westseite liegt der ehemalige Stützpunkt der UN-Truppen in Osttimor, die Obrigado-Baracken, auf der Ostseite die Universidade Nasionál Timór Lorosa'e (UNTL). Es folgt auf der Ostseite die Travessa da Rumbia (ehemals Rua de Mascarenhas Vera Cruz) und damit der Stadtteil Balide. Etwas abseits befindet sich die Mariä-Empfängnis-Kirche von Balide. Hier macht die Straße eine Kurve nach Osten und wird zur Avenida de Balide.